# Cruz na Praça
Cruz na Praça é um curta metragem inacabado de 1959 da autoria de Glauber Rocha baseado em um conto de sua própria, cujo título é: A Retreta na Praça, publicado no livro "Panorama do Conto Baiano". O filme foi a primeira produção brasileira a abordar o tema da homossexualidade, porem o mesmo nunca foi concluído. Sobre o assunto Glauber declarou:
“Nos princípios dos anos 60, eu tinha uma ideia muito vanguardista do cinema, no mau sentido da palavra, fiz dois curta-metragens com este espírito: Pátio e Cruz na Praça. Este último, não o acabei, porque quando vi o material montado, compreendi que essas idéias já não funcionavam, que minha concepção estética havia mudado”
Na filmografia de Glauber, é considerado perdido uma vez que o negativo original foi destruído. No artigo Um projeto arqueológico do curta-metragem Cruz na praça, de Glauber Rocha (1959) Glauber solicitou que a Iglu Filmes incendiadosse os negativos logo após a montagem do curta-metragem.

## Enredo
Em Cruz na Praça, Maciel é perseguido por Anatólio girando em torno do Cruzeiro de San Francisco enquanto dentro da Igreja imagens de anjos, santos e monstros barrocos se precipitam em abstração.